# Franklin County (New York)
Franklin County ist ein County im Bundesstaat New York der Vereinigten Staaten. Bei der Volkszählung im Jahr 2020 hatte das County 47.555 Einwohner und eine Bevölkerungsdichte von 11,3 Einwohnern pro Quadratkilometer. Der Sitz der Bezirksverwaltung (County Seat) ist in Malone.

## Geographie
Franklin County liegt in den nordöstlichen Ausläufern der Adirondack Mountains, westlich des Lake Champlain und südöstlich des Sankt-Lorenz-Stromes, der das Gebiet des Countys an seiner nordwestlichsten Ecke berührt. Die wichtigsten Siedlungsgebiete rund um Malone finden sich in den Ebenen im nördlichen Viertel des Countys; die restlichen Gebiete sind mittelgebirgig geprägt, dünn besiedelt und werden in erster Linie touristisch genutzt. Der höchste Berg ist der Debar Mountain mit 1006 m Höhe. Er liegt nördlich des größten Sees der Region, des Saranac Lake. Das County hat eine Fläche von 4.396 Quadratkilometern, wovon 177 Quadratkilometer Wasserfläche sind.

### Umliegende Gebiete
| Québec (Kanada)     | Québec (Kanada)              | Québec (Kanada) |
| St. Lawrence County |                              | Clinton County  |
| Hamilton County     | Hamilton County Essex County | Essex County    |

## Geschichte
Das County wurde am 11. März 1808 aus Clinton County gebildet und nach Benjamin Franklin benannt.

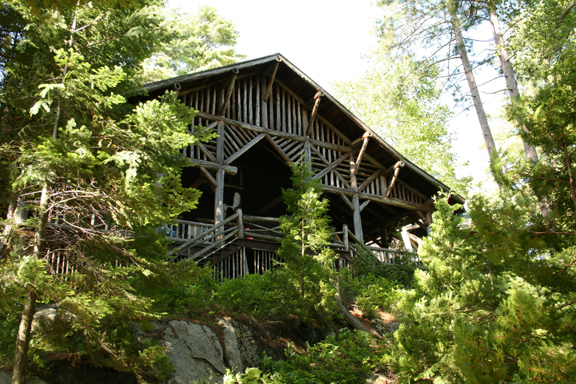
Camp Eagle Island (2007)

Ein Ort hat den Status einer National Historic Landmark, das Camp Eagle Island. 72 Bauwerke und Stätten des Countys sind insgesamt im National Register of Historic Places eingetragen (Stand 18. Februar 2018).

### Einwohnerentwicklung
| Jahr      | 1800   | 1810   | 1820   | 1830   | 1840   | 1850   | 1860   | 1870   | 1880   | 1890   |
| --------- | ------ | ------ | ------ | ------ | ------ | ------ | ------ | ------ | ------ | ------ |
| Einwohner |        | 2617   | 4439   | 11.312 | 16.518 | 25.102 | 30.837 | 30.290 | 32.390 | 38.110 |
| Jahr      | 1900   | 1910   | 1920   | 1930   | 1940   | 1950   | 1960   | 1970   | 1980   | 1990   |
| Einwohner | 45.717 | 45.717 | 43.541 | 45.694 | 44.286 | 44.830 | 44.742 | 43.931 | 44.929 | 46.540 |
| Jahr      | 2000   | 2010   | 2020   | 2030   | 2040   | 2050   | 2060   | 2070   | 2080   | 2090   |
| Einwohner | 51.134 | 51.599 | 47.555 |        |        |        |        |        |        |        |

## Städte und Gemeinden
Zusätzlich zu den unten angeführten selbständigen Gemeinden gibt es im Essex County mehrere villages, die von den jeweils übergeordneten towns mitverwaltet werden. Dazu gehören der Wintersportort Lake Placid, (etc.).
| Ortschaft                    | Status      | Einwohner (2010) | Gesamte Fläche [km²] | Landfläche [km²] | Bevölkerungsdichte [Einwohner / km²] | Gründung      | Besonderheit                         |
| ---------------------------- | ----------- | ---------------- | -------------------- | ---------------- | ------------------------------------ | ------------- | ------------------------------------ |
| Bangor                       | town        | 2.224            | 111,7                | 111,7            | 19,9                                 | 15. Juni 1812 |                                      |
| Bellmont                     | town        | 1.434            | 432,9                | 425,1            | 3,4                                  | 25. März 1833 |                                      |
| Bombay                       | town        | 1.357            | 92,9                 | 92,6             | 14,7                                 | 30. März 1833 |                                      |
| Brandon                      | town        | 577              | 107,2                | 106,8            | 5,4                                  | 23. Jan. 1828 |                                      |
| Brighton                     | town        | 1.435            | 215,0                | 201,7            | 7,1                                  | Sep. 1838     |                                      |
| Burke                        | town        | 1.465            | 115,0                | 115,0            | 12,7                                 | 26. Apr. 1844 |                                      |
| Chateaugay                   | town        | 2.155            | 129,0                | 129,0            | 16,7                                 | 15. März 1799 |                                      |
| Constable                    | town        | 1.566            | 85,0                 | 85,0             | 18,4                                 | 13. März 1807 |                                      |
| Dickinson                    | town        | 823              | 116,3                | 114,5            | 7,2                                  | 4. Apr. 1808  |                                      |
| Duane                        | town        | 174              | 202,0                | 194,1            | 0,9                                  | 24. Apr. 1828 |                                      |
| Fort Covington               | town        | 1.676            | 95,1                 | 95,1             | 17,6                                 | 28. Feb. 1817 |                                      |
| Franklin                     | town        | 1.140            | 453,8                | 439,8            | 2,6                                  | 20. Mai 1836  |                                      |
| Harrietstown                 | town        | 5.709            | 553,4                | 509,9            | 11,2                                 | 19. März 1851 |                                      |
| Malone                       | town        | 14.545           | 266,3                | 262,9            | 55,3                                 | 2. März 1805  | County Seat; Gründungsname: Harrison |
| Moira                        | town        | 2.934            | 117,1                | 117,1            | 25,1                                 | 15. Apr. 1828 |                                      |
| St. Regis Mohawk Reservation | Reservation | 3.228            | 54,4                 | 49,1             | 65,7                                 |               |                                      |
| Santa Clara                  | town        | 345              | 496,5                | 451,7            | 0,8                                  | 1888          |                                      |
| Tupper Lake                  | town        | 5.971            | 337,0                | 304,0            | 52,5                                 | 1890          | Name bis 2004: Altamont              |
| Waverly                      | town        | 1.022            | 327,4                | 324,0            | 3,2                                  | 1880          |                                      |
| Westville                    | town        | 1.819            | 90,2                 | 90,1             | 20,2                                 | 25. Apr. 1829 |                                      |